# Europawahl im Vereinigten Königreich 1994
- SPE: 63
- RBW: 2
- ELDR: 2
- EVP: 19
- NI: 1

- SDLP: 1
- Labour: 62
- SNP: 2
- LibDem: 2
- Cons.: 18
- UUP: 1
- DUP: 1

Die Europawahl im Vereinigten Königreich 1994 fand am 9. Juni 1994statt. Sie war Teil der Europawahl 1994, der vierten Direktwahl des Europäischen Parlaments. Im Vereinigten Königreich wurden 87 der 567 Europaabgeordneten gewählt.

## Wahlsystem
Das Wahlsystem war identisch zur Wahl 1989. Von den 87 Mandaten wurden 84 in England, Wales und Schottland in Einerwahlkreisen nach relativen Mehrheitswahlrecht vergeben, ähnlich dem Wahlrecht zum britischen Unterhaus. Die drei für Nordirland vorgesehenen Mandate wurden in einem Wahlkreis mit Übertragbarer Einzelstimmgebung vergeben.

## Wahlergebnis

### Vereinigtes Königreich
| Partei | Partei                              | Stimmen    | Prozent | ±      | Mandate | ±   | Fraktion                |
| ------ | ----------------------------------- | ---------- | ------- | ------ | ------- | --- | ----------------------- |
|        | Labour Party                        | 6.753.881  | 42,6 %  | +3,9   | 62      | +17 | Sozialistische Fraktion |
|        | Conservative Party                  | 4.274.122  | 26,8 %  | - 6,7  | 18      | −13 | Europäische Volkspartei |
|        | Liberal Democrats                   | 2.557.887  | 16,1 %  | +10,2  | 2       | +2  | Liberale Fraktion       |
|        | Scottish National Party             | 487.237    | 3,1 %   | +0,5   | 2       | +1  | Regenbogen-Fraktion     |
|        | Green Party of England and Wales    | 471.257    | 3,0 %   | - 11,5 | 0       | -   | -                       |
|        | Democratic Unionist Party           | 163.246    | 1,0 %   | ±0,0   | 1       | ±0  | Fraktionslos            |
|        | Plaid Cymru                         | 162.478    | 1,0 %   | +0,3   | 0       | -   | -                       |
|        | Social Democratic and Labour Party  | 161.992    | 1,0 %   | +0,2   | 1       | ±0  | Sozialistische Fraktion |
|        | Unabhängige                         | 153.917    | 1,0 %   | +0.9   | 0       | -   |                         |
|        | UK Independence Party               | 150.251    | 1,0 %   | Neu    | 0       | -   | -                       |
|        | Ulster Unionist Party               | 133.459    | 0,8 %   | +0,1   | 1       | ±0  | Europäische Volkspartei |
|        | Liberal Party                       | 100.500    | 0,6 %   | Neu    | 0       | -   | -                       |
|        | Natural Law                         | 98.845     | 0,6 %   | Neu    | 0       | -   | -                       |
|        | Sinn Féin                           | 55.215     | 0,3 %   | ±0,0   | 0       | -   | -                       |
|        | Scottish Green Party                | 23.304     | 0,1 %   | Neu    | 0       | -   | -                       |
|        | Alliance Party of Northern Ireland  | 23.157     | 0,1 %   | ±0,0   | 0       | -   | -                       |
|        | National Front                      | 12.469     | 0,1 %   | +0,1   | 0       | -   | -                       |
|        | Moderate Labour Party               | 12.113     | 0,1 %   | Neu    | 0       | -   | -                       |
|        | Literal Democrat                    | 10.203     | 0,1 %   | Neu    | 0       | -   | -                       |
|        | Ulster Independence Movement        | 7.858      | 0,1 %   | Neu    | 0       | -   | -                       |
|        | Official Monster Raving Loony Party | 7.798      | 0,1 %   | ±0,0   | 0       | -   | -                       |
|        | Independent Conservative            | 5.847      | 0,0 %   | Neu    | 0       | -   | -                       |
|        | Independent Socialist               | 5.071      | 0,0 %   | ±0,0   | 0       | -   | -                       |
|        | Communist Party of Britain          | 4.323      | 0,0 %   | ±0,0   | 0       | -   | -                       |
|        | Mebyon Kernow                       | 3.315      | 0,0 %   | ±0,0   | 0       | -   | -                       |
|        | Workers’ Party of Ireland           | 2.543      | 0,0 %   | ±0,0   | 0       | -   | -                       |
|        | Labour Party of Northern Ireland    | 2.464      | 0,0 %   | ±0,0   | 0       | -   | -                       |
|        | Andere                              | 7.837      | 0,1 %   |        | 0       | -   | -                       |
| Wähler | Wähler                              | 15.852.589 |         |        |         |     |                         |

#### Großbritannien
| Partei | Partei                              | Stimmen    | Prozent | ±      | Mandate | ±   | Fraktion                |
| ------ | ----------------------------------- | ---------- | ------- | ------ | ------- | --- | ----------------------- |
|        | Labour Party                        | 6.753.881  | 44,2 %  | +4,1   | 62      | +17 | Sozialistische Fraktion |
|        | Conservative Party                  | 4.268.539  | 27,8 %  | - 6,8  | 18      | −13 | Europäische Volkspartei |
|        | Liberal Democrats                   | 2.557.887  | 16,7 %  | +10,6  | 2       | +2  | Liberale Fraktion       |
|        | Scottish National Party             | 487.237    | 3,2 %   | +0,5   | 2       | +1  | Regenbogen-Fraktion     |
|        | Green Party of England and Wales    | 471.257    | 3,1 %   | - 11,8 | 0       | -   | -                       |
|        | Plaid Cymru                         | 162.478    | 1,1 %   | +0,3   | 0       | -   | -                       |
|        | Unabhängige                         | 151.858    | 1,0 %   | +0.9   | 0       | -   | -                       |
|        | UK Independence Party               | 150.251    | 1,0 %   | Neu    | 0       | -   | -                       |
|        | Liberal Party                       | 100.500    | 0,7 %   | Neu    | 0       | -   | -                       |
|        | Natural Law                         | 96.554     | 0,6 %   | Neu    | 0       | -   | -                       |
|        | Scottish Green Party                | 23.304     | 0,2 %   | Neu    | 0       | -   | -                       |
|        | National Front                      | 12.469     | 0,1 %   | +0,1   | 0       | -   | -                       |
|        | Moderate Labour Party               | 12.113     | 0,1 %   | Neu    | 0       | -   | -                       |
|        | Literal Democrat                    | 10.203     | 0,1 %   | Neu    | 0       | -   | -                       |
|        | Official Monster Raving Loony Party | 7.798      | 0,1 %   | ±0,0   | 0       | -   | -                       |
|        | Independent Conservative            | 5.847      | 0,0 %   | Neu    | 0       | -   | -                       |
|        | Independent Socialist               | 5.071      | 0,0 %   | ±0,0   | 0       | -   | -                       |
|        | Communist Party of Britain          | 4.323      | 0,0 %   | ±0,0   | 0       | -   | -                       |
|        | Mebyon Kernow                       | 3.315      | 0,0 %   | ±0,0   | 0       | -   | -                       |
|        | Andere                              | 7.837      | 0,1 %   |        | 0       | -   | -                       |
| Wähler | Wähler                              | 15.292.722 |         |        |         |     |                         |

#### Nordirland
| Partei | Partei                             | Erstpräferenzen | Anteil | ±    | Sitze | Fraktion                |
| ------ | ---------------------------------- | --------------- | ------ | ---- | ----- | ----------------------- |
|        | Democratic Unionist Party          | 163.246         | 29,2 % | −0,7 | 1     | Fraktionslos            |
|        | Social Democratic and Labour Party | 161.992         | 28,9 % | +3,4 | 1     | Sozialistische Fraktion |
|        | Ulster Unionist Party              | 133.459         | 23,8 % | +1,5 | 1     | Europäische Volkspartei |
|        | Sinn Féin                          | 55.215          | 11,0 % | +1,9 | 0     |                         |
|        | Alliance Party of Northern Ireland | 23.157          | 4,1 %  | −1,1 | 0     |                         |
|        | Ulster Independence Movement       | 7.858           | 1,4 %  | Neu  | 0     |                         |
|        | NI Conservatives                   | 5.583           | 1,0 %  | −3,8 | 0     |                         |
|        | Workers’ Party of Ireland          | 2.543           | 0,5 %  | −0,5 | 0     |                         |
|        | Labour Party of Northern Ireland   | 2.464           | 0,4 %  | Neu  | 0     |                         |
|        | Natural Law                        | 2.291           | 0,4 %  | Neu  | 0     |                         |
|        | Unabhängige                        | 2.059           | 0,4 %  | Neu  | 0     |                         |
| Wähler | Wähler                             | 559.867         |        |      |       |                         |